# Se slepým kocourem
Se slepým kocourem je druhé album skupiny Pláče kočka. Vydáno bylo roku 2009. Na albu vystupuje Jakub Sejkora spolu s Josefem a Tomášem Jeřábkovými.

## Obsah alba
1. Plavčíkova
2. Katzen klub
3. Na prázdninách
4. Černej pták
5. Potopa
6. Bessie
7. O třech přáních
8. Buď mou
9. Chytili kocouři
10. Nejlíp
11. O stařence a labuti ze Smíchova
12. Půlnoční blues
13. Rybí polívka
14. Se slepým kocourem
15. Zvrhlej pohřeb